# Espuntó
L'espuntó és una arma d'asta que usaven els oficials d'infanteria, de ferro amb forma de cor o fulla, amb dues «sotabarbes» i falsa guarda a la base d'aquesta. Solia atènyer dos metres d'altura.

## Orígens i història
L'espuntó,el nom del qual prové del francès, és una llança de la família de les mitges-piques i partisanes. Seguint el criteri dels seus orígens medievals s'hauria de catalogar com altres armes d'asta llargament conegudes, però arran del segle XVI passa a ser un element distintiu dels oficials d'infanteria. És en època de Lluís XIV que li és donada la funció d'arma de l'«oficialia», la qual cosa la fa perdurar com a arma de grau militar fins a la Revolució francesa del 1789.
A Espanya, segons el Glosario de Voces de armería d'Enrique de Leguina y Vidal, els oficials van substituir la pica per l'espuntó el 1609 i el van conservar fins a l'Ordenança del 1708. Els espuntons, tal com altres armes enastades, van ser emprats per la infanteria en els segles XVI i XVII, fins i tot a la primeria del XVIII, però és a partir del començament del segle XVIII que Felipe IV introdueix la moda i norma d'instaurar-los en els terços espanyols com a armes de caràcter exclusivament «distintiu» d'oficials, de manera gairebé anàloga a la dels seus veïns francesos, 
Segons es diu, segons el grau militar s'emprava o alabarda (exclusiva de sergents), o espuntons (oficials de més alta graduació).

## Morfologia
Els primers espuntons devien ser armes de la família de les partisanes, de llarga asta (2m) i ferro militar, però quan es va transformar en l'arma que ha arribat fins als nostres dies el seu «acabat» canvia radicalment, passa a ser una arma ornamentada i amb decoracions de materials nobles. Solia excedir menys d'un colze de l'altura del seu portador, encara que a partir de la seva introducció en l'oficialia passa ser sempre de 7 peus. Hi ha exemplars de 184 cm fins a 240 cm.